# Asbury (Iowa)
Asbury é uma cidade localizada no estado americano de Iowa, no Condado de Dubuque.

## Demografia
Segundo o censo americano de 2000, a sua população era de 2450 habitantes. 
Em 2006, foi estimada uma população de 3651, um aumento de 1201 (49.0%).

## Geografia
De acordo com o United States Census Bureau tem uma área de 
6,5 km², dos quais 6,5 km² cobertos por terra e 0,0 km² cobertos por água.

## Localidades na vizinhança
O diagrama seguinte representa as localidades num raio de 12 km ao redor de Asbury. 